# Pasighat
Pasighat est une ville indienne située dans le district du Siang oriental dans l’État de l'Arunachal Pradesh. En 2011, sa population était de 24 656 habitants.

## Personnalités
- Ninong Ering (1959-), homme politique, y est né.

## Source de la traduction
- (en) Cet article est partiellement ou en totalité issu de l’article de Wikipédia en anglais intitulé « Pasighat » (voir la liste des auteurs).